# Селма (Тексас)
Селма (енгл. Selma) град је у америчкој савезној држави Тексас. По попису становништва из 2010. у њему је живело 5.540 становника.

## Демографија
Према попису становништва из 2010. у граду је живело 5.540 становника, што је 4.752 (603,0%) становника више него 2000. године.
| Група             | 2000.       | 2010.         |
| Белци             | 487 (61,8%) | 2.691 (48,6%) |
| Афроамериканци    | 36 (4,6%)   | 500 (9,0%)    |
| Азијати           | 10 (1,3%)   | 221 (4,0%)    |
| Хиспаноамериканци | 240 (30,5%) | 2.039 (36,8%) |
| Укупно            | 788         | 5.540         |